# Horn (bayerisches Adelsgeschlecht)

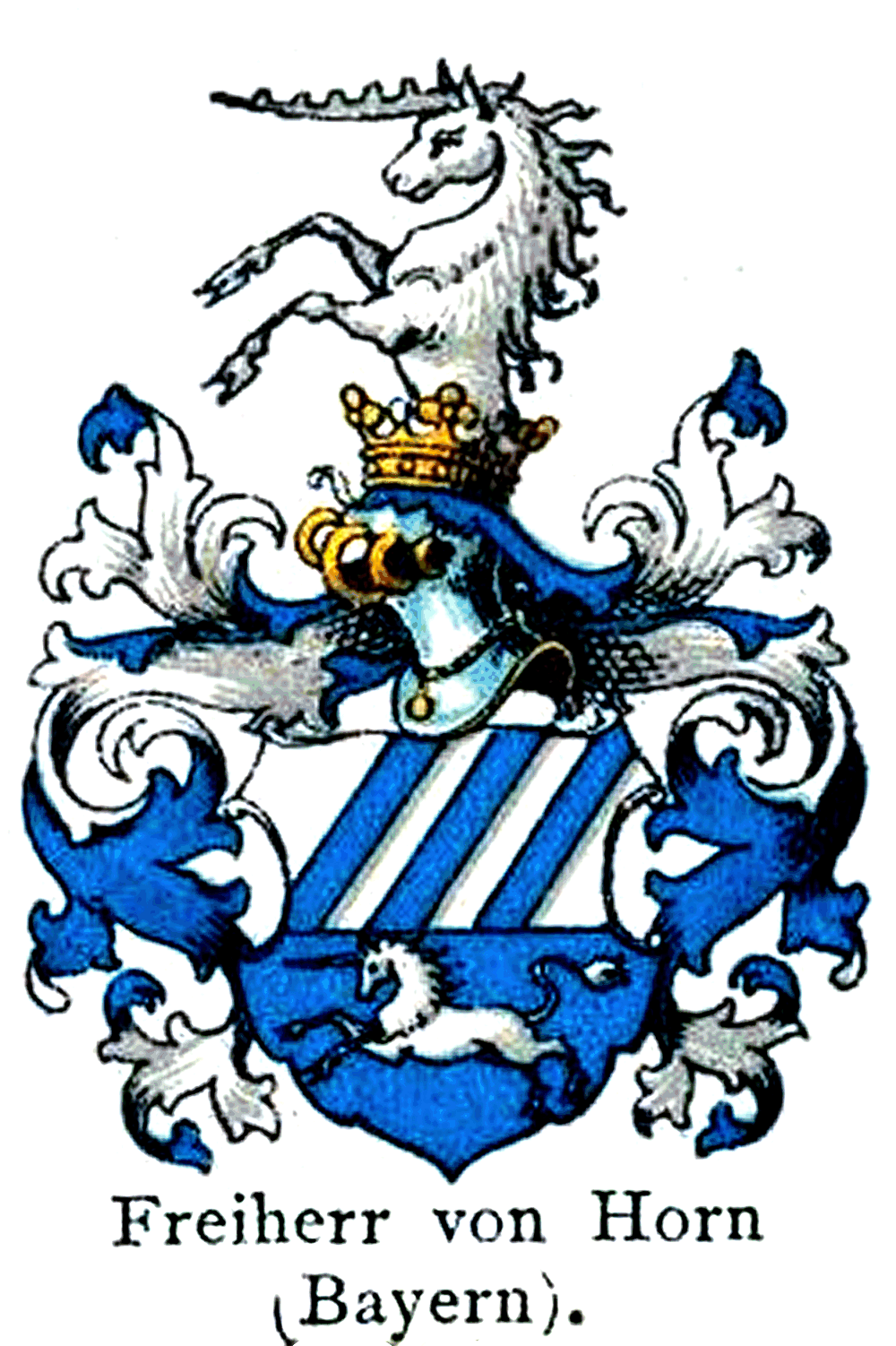
Wappen derer von Horn, Bayern

Horn ist der Name eines bayerischen Briefadelsgeschlechts.
Die Familie ist zu unterscheiden von einer Vielzahl anderer Geschlechter namens Horn (siehe Liste der Adelsgeschlechter namens Horn).

## Geschichte
Am 17. März 1783 wurde Wilhelm Joseph Horn, kurpfälzischer Regierungsrat und Landschreiber zu Lautern, der Adelsstand mit Prädikat „von“ und Lehenberechtigung verliehen. Am 16. März 1791 folgte für seinen Sohn Johann Philipp von Horn, kurfürstlich-pfalzbayerischer Hofgerichtsrat und Landschreiber des Oberamts Lautern, der kurfürstlich-pfalzbayerische Freiherrenstand. Für denselben folgte am 3. Januar 1813 von Kaiser Napoleon I. der französischer Baron de l'Empire sowie am 14. April 1819 die Immatrikulation beim Königreich Bayern. Er war verheiratet mit einer Gräfin von Wiser-Siegelsbach. Aus dieser Ehe entspross Wilhelm Freiherr von Horn († 1847), königlich-bayerischer Kämmerer, Generalmajor und Brigadier der 4. Armee-Division. Aus dessen Ehe mit Anna Maria Hager stammen:
- Philipp Wilhelm von Horn (* 8. November 1817; † 17. Dezember 1891), Major a. D. ⚭ 1843 Maria Dechem
- Karl von Horn (1818–1896), General der Infanterie ⚭ 1846 Magdalena Auernheimer (* 9. Juni 1818; † 12. Oktober 1870), Eltern von Carl von Horn (1847–1923), General der Infanterie, General-Adjutant und Kriegsminister. Letzterem wurde am 2. März 1911 der bayerische Grafenstand verliehen. Vier Tage später erfolgte die Immatrikulation im Königreich Bayern bei der Grafenklasse.
- Gustav von Horn (1830–1914), Generalleutnant ⚭ Frederike Frommel
- Maximilian von Horn (* 15. März 1821; † 23. Juli 1889), Generalleutnant
- Mathilde von Horn (* 8. März 1822; † 4. März 1862)[3] ⚭ Carl von Gienanth (1818–1890) Eisenindustrieller, Sohn des Freiherrn Ludwig von Gienanth.
- Bertha Amalie Luise von Horn (* 16. August 1825)

Ein anderer Sohn des o. g. Johann Philipps von Horn, Joseph Freiherr von Horn, königlich-preußischer Forstmeister, erhielt am 1. Juni 1827 die preußische Anerkennung des Freiherrenstandes. Joseph Franz Georg Freiherr von Horn wurde 1829 in die Adelsmatrikel der preußischen Rheinprovinz unter Nr. 45 in die Klasse der Freiherren eingetragen.

## Persönlichkeiten
- Wilhelm von Horn (Offizier) (1784–1847), bayerischer Generalmajor
- Karl von Horn (General, 1818) (1818–1896), bayerischer General der Infanterie
- Carl von Horn (1847–1923), bayerischer Generaloberst, 1905–1912 Kriegsminister
- Luitpold von Horn (1854–1914), bayerischer General der Artillerie

## Wappen
Blasonierung: Von Silber und Blau geteilt. Oben drei schrägrechte blaue Balken, unten ein springendes, silbernes Einhorn. Auf dem gekrönten Helm mit blau-silbernen Helmdecken das silberne Einhorn wachsend.

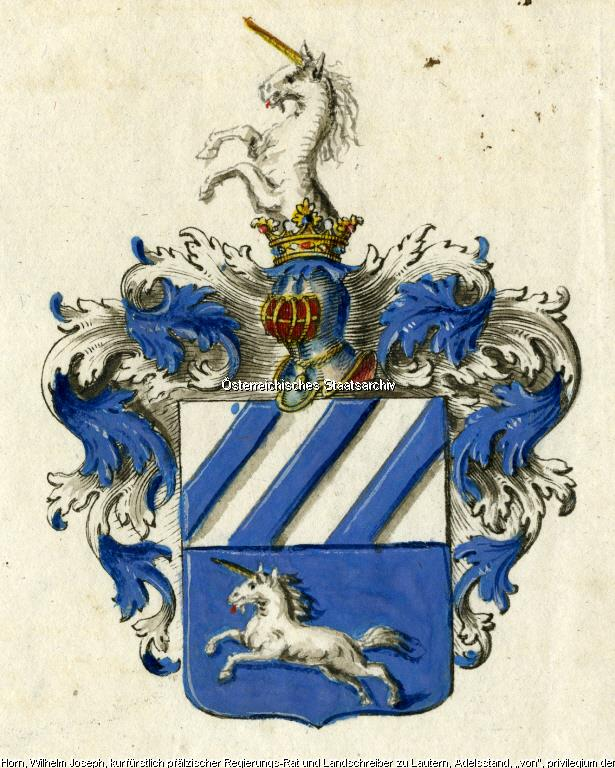
Wappen derer von Horn (1783)
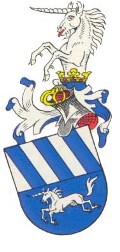
Wappen derer von Horn